# John Saxon
John Saxon, született Carmine Orrico (Brooklyn, New York, 1936. augusztus 5. – Murfreesboro, Tennessee, 2020. július 25.) Golden Globe-díjas amerikai színész.

## Fontosabb filmjei
Mozifilmek
- Csináld meg magadban (It Should Happen to You) (1954)
- Csillag születik (A Star Is Born) (1954)
- A nagy halász (The Big Fisherman) (1959)
- Kitaszítva (The Unforgiven) (1960)
- Mr. Hobbs szabadságra megy (Mr. Hobbs Takes a Vacation) (1962)
- A lány, aki túl sokat tudott (La ragazza che sapeva troppo) (1963)
- Kaland Mexikóban (The Appaloosa) (1966)
- Jöttem, láttam, lőttem (I tre che sconvolsero il West (Vado, vedo e sparo)) (1968)
- A törvény éber őre (Death of a Gunfighter) (1969)
- A sárkány közbelép (Enter the Dragon) (1973)
- Fekete karácsony (Black Christmas) (1974)
- Zsarolás egy svájci bankban (The Swiss Conspiracy) (1976)
- Nápoly bűnös utcái (Napoli violenta) (1976)
- Fékevesztett erő (Fast Company) (1979)
- A Las Vegas-i lovas (The Electric Horseman) (1979)
- Csata a csillagokon túl (Battle Beyond the Stars) (1980)
- Gyilkos optika (Wrong Is Right) (1982)
- Rémálom az Elm utcában (A Nightmare on Elm Street) (1984)
- Bosszú a jövőből (Vendetta dal futuro) (1986)
- Rémálom az Elm utcában 3. – Álomharcosok (A Nightmare on Elm Street 3: Dream Warriors) (1987)
- Farkasember a mamám (My Mom's a Werewolf) (1989)
- Halálpart (Nightmare Beach) (1989)
- Őrült Jake (Blood Salvage) (1990)
- Véres leszámolás (The Final Alliance) (1990)
- Maximális erő (Maximum Force) (1992)
- Nincs menekvés, nincs visszaút (No Escape No Return) (1993)
- Beverly Hills-i zsaru 3. (Beverly Hills Cop III) (1994)
- Gyilkos megszállottság (Killing Obsession) (1994)
- Az új rémálom – Freddy feltámad (Wes Craven's New Nightmare) (1994)
- Alkonyattól pirkadatig (From Dusk Till Dawn) (1996)
- Gyémántok, bűn, szerelem (Night Class) (2001)
- Őrült hajsza (Outta Time) (2002)
- The Extra (2017)

Tv-filmek
- Támadás Entebbénél (Raid on Entebbe) (1976)
- Lesújt a múlt (Payoff) (1991)
- Zsarolás (Blackmail) (1991)
- Liz: Elizabeth Taylor élettörténete (Liz: The Elizabeth Taylor Story) (1995)
- Gyilkos félelem (Living in Fear) (2001)

Tv-sorozatok
- Gunsmoke (1965–1975, öt epizódban)
- The Bold Ones: The New Doctors (1969–1972, 29 epizódban)
- San Francisco utcáin (The Street of San Francisco) (1973, egy epizódban)
- Petrocelli (1975, egy epizódban)
- Rockford nyomoz (The Rockford Files) (1976, egy epizódban)
- Starsky és Hutch (Starsky and Hutch) (1976, egy epizódban)
- Fantasy Island (1978–1984, hat epizódban)
- Dinasztia (Dynasty) (1982–1984, hat epizódban)
- Falcon Crest (1982–1988, 32 epizódban)
- A szupercsapat (The A-Team) (1983, 1985, két epizódban)
- Magnum (1984, egy epizódban)
- Gyilkos sorok (Murder, She Wrote) (1984–1994, három epizódban)
- Melrose Place (1994–1995, négy epizódban)